# CB Torrevieja
Club Balonmano Torrevieja er en håndboldklub fra Torrevieja i Spanien. Holdet spiller pt. i den øverste håndboldliga i Spanien, Liga ASOBAL.

## Halinformation
- Navn: – Palacio de los Deportes
- By: – Torrevieja
- Kapacitet: – 4,500 tilskuere
- Adresse: – Avda. Monge y Bielsa s/n